# Oasi di Valtrigona
L'Oasi di Valtrigona è un'area naturale protetta che si trova in località Malga Valtrigona, nel comune di Telve in provincia di Trento, tra i 1 600 e i 2 200 metri di altezza. È affidata in gestione al WWF Italia.